# Наср Шах
Наср Шах(д/н—1511)  — султан Малави у 1500—1511 роках.

## Життєпис
Старший син Гіят Шаха. Замолоду звався Абдул-Кадир. За панування батька командував військами. отримавши почесне ім'я Насир ад-Дін. 1499 року через питання спадковості погиркався з молодшим братом Ала ад-Діном. Був вигнаний зі столиці Гіят Шахом. Але згодом повстав і 22 жовтня 1500 року захопив Манду (столицю султанату), повалив батька, а брата разом з його родиною наказав стратити. Через 4 місяці помер колишній султан Гіят Шах, можливо від отруєння. Прийняв ім'я Наср Шах.
Розпочав активну зовнішню політику. Близько 1508 року зумів встановити зверхність над Хандеським султанатом. Придушив заколот старшого сина і спадкоємця трону Ішихаба ад-Діна, який втік за кордон. Замість останнього призначив спадкоємцем третього сина Азама Хумаюна. Помер десь на початку 1511 року.